# New York Mining Disaster 1941
New York Mining Disaster 1941 ist ein Lied der Bee Gees aus dem Jahre 1967, geschrieben von Barry und Robin Gibb. Es wurde von Ossie Byrne zusammen mit ihrem Manager Robert Stigwood als Executive Producer produziert und im April 1967 veröffentlicht.
Das Lied ist der erste Titel von Seite 2 ihres internationalen Debütalbums Bee Gees’ 1st. Dies war die erste Single mit dem australischen Trommler Colin Petersen als offizielles Mitglied der Band. Auf der B-Seite der Single-Auskoppelung erschien das Lied I Can’t See Nobody.
Abgesehen von einer mäßig erfolgreichen Neuauflage ihrer australischen Single Spicks and Specks war es die erste Single-Veröffentlichung in der internationalen Karriere der Gruppe und ihr erster Song, der in den USA und dem Vereinigten Königreich in die Charts einstieg.

## Hintergrund und Entstehung
Am 3. Januar 1967 fuhren die Brüder Gibb mit ihren Eltern und Byrne an Bord des Schiffes Fairsky nach England und erreichten Southampton am 6. Februar, während die Brüder im Austausch für die Überfahrt an Bord auftraten. Später spielten die Gibb-Brüder für Stigwood vor und sie bestanden und unterschrieben bei Robert Stigwood Organisation am 24. Februar. New York Mining Disaster 1941 war ihr erstes Lied, was 1967 geschrieben wurde.
Die erste Aufnahmesession der Bee Gees nach ihrer Rückkehr nach England war eine zweite Version von Town of Tuxley Toymaker, Part 1, einem Song von Billy J. Kramer & the Dakotas, wurde aber zuerst von Jon Blanchfield in Australien aufgenommen. Kramers Version wurde am 4. März 1967 in den IBC Studios in London mit den Gibb-Brüdern als Backgroundsänger aufgenommen.
Ebenfalls im März war das Polydor Studio nur ein Raum in den Büros, der im Januar desselben Jahres in ein kleines Studio umgewandelt worden war, nur für Demoaufnahmen. Der erste Song, der aufgenommen wurde, war New York Mining Disaster 1941 in einer Vierspur-Aufnahme. Das Personal bestand aus Barry (Gesang und Gitarre), Robin (Gesang und Orgel), Maurice (Bass, Klavier, Gitarre und Gesang) und Petersen (Schlagzeug). Später stieß Gitarrist Vince Melouney zur Gruppe. Die Session wurde von Carlos Olms konzipiert und von Robert Stigwood produziert.
Barry und Robin Gibb schrieben den Song, als sie nach einem Stromausfall auf einer abgedunkelten Treppe bei Polydor Records saßen. Das Echo des vorbeifahrenden Aufzugs inspirierte sie dazu, sich vorzustellen, dass sie in einer Mine gefangen waren. Das Lied erzählt die Geschichte eines Bergmanns, der in einem Einsturz gefangen ist. Er teilt ein Foto seiner Frau mit einem Kollegen (Mr. Jones), während sie hoffnungslos auf ihre Rettung warten. Laut dem Booklet zu ihrer Edition Tales from the Brothers Gibb (1990) wurde dieser Song durch die Katastrophe von Aberfan in Wales inspiriert.
In der zweiten und dritten Strophe werden die Textzeilen langsamer und langsamer, als wollten sie andeuten, dass das Leben für die Bergleute bald zu Ende geht. Laut Robin hatte es 1939 tatsächlich auch in New York ein Grubenunglück gegeben, aber nicht 1941. Im zweiten Refrain wird das Schlagzeug lauter. In der zweiten Strophe, als Robin die Zeile „I keep straining my ears to hear a sound“ singt, wurde eine Geige als Antwort auf Robins Zeile eingesetzt.

## Aufnahme und Komposition
Am 7. März nahmen die Bee Gees New York Mining Disaster 1941 in sechs Takes auf, zusammen mit drei weiteren Songs: I Can’t See Nobody, Red Chair, Fade Away und Turn of the Century. Das Orchester und einige andere Stimmen kamen am 13. März hinzu. New York Mining Disaster 1941 wurde zuerst aufgenommen und könnte aufgrund des Polydor-Demos bereits als erste Single nominiert worden sein. Diese Version wurde jedoch erst 2006 veröffentlicht. Die anderen drei Songs wurden veröffentlicht, mit späteren Ergänzungen.
Das Lied beginnt im Akkord a-Moll; Maurice erklärte: „Es gibt eine Menge seltsamer Klänge in diesem Song, wie die Maultrommel, das Streichquartett und natürlich die besondere Art, wie Barry diesen Gitarrenakkord spielt. Wegen seiner Stimmung, wenn er das Moll am Anfang des Liedes spielt, das sich von einem konventionellen a-Moll unterscheidet, ist es eine schöne Mischung, wenn ich meine konventionelle Stimmung zusammen mit Barrys Stimmung spiele, weil sein offenes D und meine unterschiedlich sind.“ Barry sagte: „Es ist hawaiianische Stimmung, da spielen sie genauso wie ich. Ich habe zu meinem neunten Geburtstag eine Gitarre bekommen und der Typ, der auf der anderen Straßenseite wohnte, kam gerade aus Hawaii zurück und er war derjenige, der mir das Stimmen beigebracht hat, so fing es an und ich habe mich nie verändert.“
Robin Gibb übernahm sowohl die Lead- als auch die Background-Vocals und sang die hohen Harmonien, während Barry die tiefen Harmonien in der ersten und zweiten Strophe sang:

„In the event of something happening to me, / There is something I would like you all to see; / It's just a photograph of someone that I knew. / I keep straining my ears to hear a sound. / Maybe someone is digging underground. / Or have they given up and all gone home to bed? / Thinking those who once existed must be dead?“

Maurice Gibb erinnerte sich im Juni 2001 in einem Interview mit Mojo:

“The opening chord doesn't sound like a conventional A minor. Barry was using the open D tuning he'd been taught when he was nine, and I was playing it in conventional tuning. It gives an unusual blend. People went crazy trying to figure out why they couldn't copy it.”

„Der Eröffnungsakkord klingt nicht wie ein konventionelles a-Moll. Barry benutzte die offene D-Stimmung, die er gelernt hatte, als er neun Jahre alt war, und ich spielte sie in konventioneller Stimmung. Es ergibt eine ungewöhnliche Mischung. Die Leute wurden verrückt und versuchten herauszufinden, warum sie es nicht kopieren konnten.“

Robin Gibb erinnerte sich am 1. November 2009 gegenüber The Mail on Sunday:

“We recorded this at London's IBC studio because it was dark and emulated a mining shaft. The result was a very lonely sound.”

„Wir haben das im Londoner IBC-Studio aufgenommen, weil es dunkel war und einem Minenschacht nachempfunden war. Das Ergebnis war ein sehr einsamer Klang.“

## Musikvideo and Liveauftritt
Im Video besteht die Band nur aus vier Mitgliedern (aber Vince Melouney stieß später zur Band), Barry spielt seine Gitarre, Maurice spielt seine Rickenbacker 4001, Robin Gibb singt und Schlagzeuger Colin Petersen trägt einen Hut.
Die Gruppe fand Zeit, ihre erste BBC-Session im Playhouse Theatre, Northumberland Avenue, London, mit dem Produzenten Bill Bebb aufzunehmen, auf der sie diesen Song mit den Songs In My Own Time, One Minute Woman und Cucumber Castle aufführten. Als am 22. April die von Brian Matthew moderierte Sendung Saturday Club des BBC-Light-Programms ausgestrahlt wurde, wurde festgestellt, dass es „begeisterte Kritiken von der Jury gab.“ Auf dem Promo-Clip des Songs besteht die Band nur aus vier Mitgliedern (den drei Gibb-Brüdern und dem Schlagzeuger Colin Petersen). Die Gruppe (Barry, Robin, Maurice, Colin und Vince) hatte ihren ersten britischen TV-Auftritt bei Top of the Pops und performte diesen Song am 11. Mai und war ziemlich beeindruckt von ihrem Publikum. Am 20. Mai 1967 sang die Gruppe dieses Lied in der deutschen Fernsehsendung Beat-Club, wobei Robin Gibb einen Hut trug und Violine spielte.
Die Bee Gees spielten dieses Lied am 21. Juli 1967 im Stockholm Palladium in Schweden, am 12. August 1967 in der Civic Hall, Wolverhampton, England und am 27. September 1967 im Christ the King College in Newport, England. Seit 1967 ist der Song Teil jedes Konzerts der Bee Gees und wurde schließlich Teil ihres akustischen Medleys, das in der Mitte des Konzerts aufgeführt wurde. Die Gruppe spielte das Lied 1973 in The Midnight Special mit Barry und Maurice an der Rhythmusgitarre.

## Besetzung
- Phil Dennys – Orchester-Arrangement
- Barry Gibb – Gitarre, Harmonien
- Robin Gibb – Frontstimme
- Maurice Gibb – Bass, Begleitgesang, Gitarre
- Colin Petersen – Schlagzeug[1]

## Rezeption
Zu dieser Zeit kursierten Gerüchte, dass die Beatles unter dem Pseudonym Bee Gees aufnahmen (der Name der Bee Gees war angeblich der Code für „Beatles Group“), zum Teil, weil sich die Platte auf NEMS Enterprises bezog (Brian Epsteins Management-Agentur, der gerade der Manager der Bee Gees, Robert Stigwood, beigetreten war). Das Lied ist insofern ungewöhnlich, als dass der Text den Titel des Liedes nicht enthält, obwohl der ursprünglich geplante Titel Have You Seen My Wife, Mr. Jones im Refrain vorkommt.
Atco verteilte Promos mit einem leeren Etikett und der Andeutung, dass es sich um eine englische Gruppe handelte, deren Name mit B begann. Viele DJs dachten, es sei ein neuer Beatles-Song und spielten den Song heftig. Atco betitelte den Song auch mit New York Mining Disaster 1941 (Have You Seen My Wife, Mr. Jones?), um sicherzustellen, dass die Leute ihn in den Geschäften finden konnten.
Der Leadgitarrist der Beatles, George Harrison, traf Maurice Gibb einige Jahre später auf einer Party und erzählte ihm, dass er eine Kopie von New York Mining Disaster 1941 gekauft hatte, weil er fand, dass es so sehr nach den Beatles klang. Maurices Antwort an Harrison war, dass die Ähnlichkeit „unbeabsichtigt war“ und Harrison sagte: „Ich wusste das, ich bewundere Ihre Arbeit“. Barry Gibb erklärte über diesen Song:

“If you sounded like the Beatles and also could write a hit single, then the hype of the machine would go into action, and your company would make sure people thought you sounded like the Beatles or thought you were the Beatles. And that sold you, attracted attention to you. It was good for us because everyone thought it was the Beatles under a different name.”

„Wenn du wie die Beatles klingen würdest und auch eine Hit-Single schreiben könntest, dann würde der Hype um die Maschine in Aktion treten, und deine Firma würde dafür sorgen, dass die Leute denken, dass du wie die Beatles klingst oder denkst, du wärst die Beatles. Und das hat dich verkauft, die Aufmerksamkeit auf dich gelenkt. Es war gut für uns, weil alle dachten, es seien die Beatles unter einem anderen Namen.“

Robin Gibb erklärte über diesen Song:

“And all the DJs on radio stations in the US picked it up immediately thinking it was the Beatles, and it was a hit on that basis. It established us in those early years. It helped our following record which was nothing like the Beatles.”

„Und alle DJs von Radiosendern in den USA nahmen es sofort auf, weil sie dachten, es seien die Beatles, und auf dieser Grundlage war es ein Hit. Es hat uns in diesen frühen Jahren etabliert. Es half unserer folgenden Platte, die nichts mit den Beatles zu tun hatte.“

Der Erfolg dieses Songs verdankt sich viel mehr der Beharrlichkeit von Robert Stigwood, als ihm bisher zugetraut wurde. „Wir hatten es ziemlich schwer, die Bee Gees zum Spielen zu bringen. Wir waren nicht alle davon überzeugt, dass Stigwood den richtigen Song auswählte, aber am Ende des Tages war er ein kraftvoller Charakter. Alle diese Jungs waren … Chas Chandler (Manager von Jimi Hendrix) war derselbe, Kit Lambert (Manager von The Who) war derselbe. Sie alle haben ihren Fall mit Leidenschaft verteidigt, weißt du, sie haben es gelebt, sie waren so“, räumte Polydors Alan Bates. Als das Disc & Music Echo über „weit verbreitete Gerüchte“ berichtete, dass dieser Song von Lennon und McCartney, konterte Robin mit: „Quatsch! Wir haben unsere Songs immer selbst geschrieben. Ich schreibe, seit ich zehn Jahre alt bin, bevor Lennon und McCartney überhaupt auf der Bühne standen. Die Leute können sagen, was sie wollen. Wenn sie uns nicht glauben, können sie die Beatles fragen.“
Bassist Maurice Gibb hatte jedoch zuvor gesagt, dass New York Mining Disaster 1941 tatsächlich von den Beatles beeinflusst wurde:

New York Mining Disaster 1941 was a total rip-off of The Beatles, we were so influenced by them. In fact it started a mystery [in the USA] about us, because they started playing [it] and saying, ‘They’re this new group from England that begins with a B and finished with an s’ so they all said, ‘Ah, it’s The Beatles’, not naming it, they’re doing that trick again. The disc jockey would play it and play it and play it and, ‘Guess who it is?’ and people would guess, and they wouldn’t get the answer. I heard [the idea] came actually from Ahmet Ertegun and Jerry Wexler. To us it was an honour, to actually think we were as good as The Beatles.

„New York Mining Disaster 1941 war ein totaler Rip-Off der Beatles, so sehr waren wir von ihnen beeinflusst. Tatsächlich begann [in den USA] ein Mysterium um uns, weil sie anfingen, [es] zu spielen und sagten: ‚Das ist diese neue Gruppe aus England, die mit einem B beginnt und mit einem s endet‘, also sagten sie alle: ‚Ah, es sind die Beatles‘, ohne es zu nennen, sie machen diesen Trick wieder. Der Discjockey spielte es und spielte es und spielte es und fragte: ‚Ratet mal, wer es ist?‘ und die Leute rieten es und bekamen keine Antwort. Ich habe gehört, dass [die Idee] tatsächlich von Ahmet Ertegun und Jerry Wexler kommt. Für uns war es eine Ehre, zu glauben, dass wir so gut sind wie die Beatles.“

Einfluss
Das Lied Space Oddity von David Bowie aus dem Jahr 1969 ähnelt in Stil, Arrangement und Text dem Song New York Mining Disaster 1941. Wie dieser handelt auch Space Oddity von einem gefangenen Mann, der dem Tod geweiht ist, und der Song ist ähnlich strukturiert wie eine Reihe von Aussagen, die an eine andere Person gerichtet sind. „Space Oddity war ein Song à la Bee Gees“, sagte Bowies Kollege John „Hutch“ Hutchinson. „David wusste es, und er sagte es damals, so wie er es gesungen hat, ist es ein Bee-Gees-Ding.“ Marc Bolan erklärte: „I remember David playing me 'Space Oddity' in his room and I loved it and he said he needed a sound like the Bee Gees, who were very big then“.

## Kommerzieller Erfolg

### Chartplatzierungen
| ChartsChartplatzierungen       | Höchstplatzierung | Wochen/ Monate |
| ------------------------------ | ----------------- | -------------- |
| Deutschland (GfK)              | 10 (2,5 Mt.)      | 2,5 Mt.        |
| Vereinigte Staaten (Billboard) | 14 (7 Wo.)        | 7 Wo.          |
| Vereinigtes Königreich (OCC)   | 12 (10 Wo.)       | 10 Wo.         |

### Verkäufe
New York Mining Disaster 1941 verkaufte sich laut Quellen weltweit mehr als eine Million Mal, davon alleine 500.000 Mal in den USA.

## Coverversionen
- Im Frühjahr 1969 nahmen The Sorrows diesen Song als Teil eines Demo-Albums auf, das vor der Veröffentlichung ihres zweiten Albums Old Songs New Songs vorbereitet wurde; der Song blieb jedoch unveröffentlicht, bis er in einer Zwei-CD-Neuauflage dieses Albums von Wooden Hill im Jahr 2009.
- 1969 nahmen Ashton, Gardner and Dyke eine Version dieses Songs für ihr selbstbetiteltes Debütalbum auf.
- 1974 „dekonstruierte“ Barclay James Harvest das Lied mit einer überarbeiteten Version, die sich auf führende Figuren der 1974 im britischen Bergbaustreik bezieht. Das Lied wurde in The Great 1974 Mining Disaster umbenannt.[18]
- 1993 nahm David Essex eine Version dieses Songs für sein Cover-Album Cover Shot auf.
- 1997 wurde die Levellers coverten den Song als B-Seite ihrer Single Bozos.
- 1998 sang der Folksänger Martin Carthy eine Akustikgitarrenversion davon als Lead-Off-Track auf seinem Album Signs of Life.
- 2000 nahm die britische anarchistische Band Chumbawamba eine „minimalistische“ Version für ihr Album WYSIWYG.
- 2006 nahm Mark Newman eine Version von New York Mining Disaster, 1941 auf seiner CD Must Be A Pony bei Danal Music auf.
- 2008 veröffentlichte der Singer-Songwriter Trevor Tanner eine Version mit dem Titel Mr. Jones auf seinem Album Eaten By The Sea.
- 2011 coverte die australische Bush-Punk-Band Handsome Young Strangers den Song als B-Seite ihrer Single Sweet As A Nut und nahm ihn dann in ihr Album Here’s The Thunder Lads! auf.
- 2012 nahmen die Catalina Scramblers, eine dreiköpfige Rockband aus Santa Cruz, Kalifornien, eine Version des Songs auf, in der sie sich für die Strophen an den Stil der Originalversion halten, aber die Refrains in Up-Tempo-Hardrock-Manier vortragen. Es wurde als letzter Track ihres gleichnamigen Debütalbums veröffentlicht.